# Ерлігайм
Ерлігайм (нім. Erligheim) — громада в Німеччині, знаходиться в землі Баден-Вюртемберг. Підпорядковується адміністративному округу Штутгарт. Входить до складу району Людвігсбург.
Площа — 6,19 км2. Населення становить 2865 ос. (станом на 31 грудня 2020).